# Василиј Поленов
Василиј Димитријевич Поленов (рус. Поленов Василий Дмитриевич; 1. јун (20. мај по јулијанском календару) 1844, Санкт Петербург, - 18. јул 1927, Поленово у Тулској Области) био је руски пејзажни сликар повезан са покретом Передвижники у руском реализму.

## Биографија
Поленов је студирао код Павела Чистјакова и у Царској академији уметности од 1863. до 1871. Био је пензионер академија уметности Италије и Француске, где је насликао већи број слика инспирисаних европском историјом у духу академизма; у исто време је радио доста и ван институција.
Поленов је учествовао у Руско-турском рату 1877-1878 као ратни уметник. Вративши се из рата, придружио се групи Передвижники, узимајући учешћа у њиховим покретним изложбама. Његове радове је обожавао Павел Михаилович Третјаков, који је много његових радова узео за своју личну галерију.
Касних седамдесетих година 19. века Поленов је радио на пејзажима у реалистичкој традицији Алексеја Саврасова и Фјодора Васиљева. Радио је на тихој поезији руске природе, повезане са свакодневним животом.
Био је један од првих руских уметника који је постигао plein air свежину боја комбиновану са уметничком завршницом композиције („Двориште московског суда“, 1878; „Бакин врт“, 1878; „Зарошко језеро“, 1879). Принципи које је Поленов развио ималу су велики утицај на даљи развој руског (а нарочито совјетског) пејзажног сликарства.
Поленовљеве скице Блиског истока и Грчке (1881 — 1882) утрле су пут његовом ремек-делу „Христ и грешник“ (1886-87), интересантном покушају да се занови пикторескни систем академизма. У радовима из 1880-их, Поленов је тежио да споји новозаветне теме и своју склоност ка пејзажима. Од 1870-их, Поленов се такође посветио и позоришним декорима. Најистакнутија су његова уређења палате Саве Мамонтова и његове Приватне Руске Опере]. Од 1910. до 1918. Поленов је такође био укључен и у пројекат народног позоришта.
Поленов је 1893. године изабран за чланка Санкт Петербуршке Академије уметности а 1926. је именован Народним уметником Републике. Дуги низ година је подучавао младе уметнике у Московској школи уметности. Неки од његових ученика су били и Абрам Аркипов, Исак Левитан, Константин Коровин и Александар Головин. Поленовљева кућа у Бороку је касније постала музеј националне уметности.